# Burgstall Oberreit
Der Burgstall Oberreit ist eine abgegangene mittelalterliche Höhenburg auf 645 m ü. NHN etwa 550 m westlich der Filialkirche Mariä Opferung bei Oberreit, einem Gemeindeteil der Gemeinde Feldkirchen-Westerham im Landkreis Rosenheim von Bayern. Er wird als Bodendenkmal unter der Aktennummer D-1-8036-0051 als „Burgstall des Mittelalters“ geführt. 500 m nördlich davon liegt das Schloss Altenburg.

## Geschichte
Oberreit gehörte teilweise zur Herrschaft Wildenwart sowie zu dem Frauenkloster Chiemsee, im Bereich der Herrschaftsgerichtes Hohenaschau gelegen. 

## Beschreibung
Der fast runde Burgstall liegt in einem Waldgebiet 550 m östlich von Oberreit. Er hat die Ausmaße von 90 m in Ost-West-Richtung und 75 m in Nord-Süd-Richtung. Er liegt ca. 30 m höher als Oberreit. Auf dem Urkataster von Bayern ist eine den ganzen Burgstall umgebende Wall-Graben-Anlage erkennbar.